# Monthly Film Bulletin
El Monthly Film Bulletin (MFB) és un periòdic de cinema britànic mensual publicat pel British Film Institute (BFI) entre 1934 i maig de 1991. En aquesta data es va fusionar amb Sight and Sound, una altra publicació del BFI.
Eina de referència, el MFB  publicava fitxes tècniques i curtes crítiques per a la totalitat de les pel·lícules estrenades en sales al Regne Unit, mentre que S&S proposava – i proposa encara – articles aprofundits sobre una selecció de pel·lícules.
La col·lecció completa ha estat digitalitzada. La seva consulta és de pagament.